# Alfa Romeo Arna
El Alfa Romeo Arna es un automóvil de turismo del segmento C producido por el fabricante italiano Alfa Romeo entre los años 1983 y 1987.

## Historia
Fue presentado en el Salón del Automóvil de Fráncfort de 1983. Constituyó el resultado de una corta colaboración entre Alfa Romeo y la compañía japonesa Nissan; siendo el nombre del vehículo un acrónimo de Alfa Romeo Nissan Autoveicoli. El Arna era básicamente un gemelo de la serie N12 del Nissan Pulsar y Nissan Cherry (También conocido como el Nissan Cherry Europe en Europa y Nissan Pulsar Milano en Japón), pero equipaba motores, transmisiones y suspensiones delanteras heredados del Alfasud. La suspensión trasera corrió a cargo de Nissan. La carrocería se fabricaba en Japón, y se enviaban por barco a la recién construida fábrica de Alfa Romeo Pratola Serra, cerca de Nápoles, para su montaje.